# Скакун, Виталий Владимирович
Вита́лий Влади́мирович Скаку́н (укр. Віталій Володимирович Скакун; 19 августа 1996, Бережаны, Тернопольская область — 24 февраля 2022, Геническ, Херсонская область) — украинский военнослужащий, сапёр инженерно-саперного отделения 137-го отдельного батальона морской пехоты.
Герой Украины (посмертно, 2022).

## Биография
Виталий Скакун родился 19 августа 1996 года в городе Бережаны Тернопольской области.
Окончил Бережанскую общеобразовательную школу № 3, львовское Высшее профессиональное училище № 20 (2017), Национальный университет «Львовская политехника».
Погиб 24 февраля 2022 года при подрыве Генического автомобильного моста в Херсонской области для остановки продвижения танковой колонны российских войск.
26 февраля 2022 года президент Украины Владимир Зеленский посмертно присвоил Виталию Скакуну звание «Герой Украины».
У морского пехотинца остались мать и сестра.
Похороны и церемония прощания состоялись 2 марта 2022 года в городе Бережаны.

## Память
1 марта 2022 года городской совет Бережан присвоил Скакуну звание «Почетный гражданин города Бережан».
28 февраля 2022 года чешский представитель одного из городских районов Праги Либор Бездек предложил переименовать мост на улице Коруновачни, где находится российское посольство, в мост имени Виталия Скакуна. Предложение было принято районом и передано в городской совет Праги.